# Reserva de Biosfera La Amistad
La Reserva de biosfera La Amistad es una reserva de biosfera designada y reconocida por la UNESCO en agosto de 1982 a solicitud del Gobierno de Costa Rica. La RBA se extiende sobre la Cordillera de Talamanca hasta la frontera con Panamá, abarcando más del 15% del territorio nacional. Esta área incluye uno de los mayores parches de bosque primario de Centroamérica, con una alta biodiversidad gracias a las variaciones altitudinales, que van desde los 50 m hasta los 3,820 m. La RBA alberga ecosistemas únicos como páramos, turberas y robledales endémicos, representando el 80% de la flora costarricense, con más de 3,000 especies de plantas vasculares. Además, se encuentran especies de fauna en peligro de extinción, como grandes felinos y dantas
La RBA también presenta una rica diversidad cultural, con la presencia de cuatro grupos étnicos: bribris, cabécares, gnöbes y borucas, distribuidos en 12 territorios indígenas tanto en el Caribe como en el Pacífico. Asimismo, la región incluye diversas comunidades campesinas influenciadas por migraciones afrocaribeñas, panameñas, asiáticas y de otros orígenes.
La gestión de las reservas de biosfera se organiza a través de una zonificación en tres áreas: zona núcleo, zona de amortiguamiento y zona de transición. Estas zonas permiten el manejo efectivo de los recursos naturales, promoviendo tanto la conservación como el desarrollo socioeconómico sostenible. La zona núcleo de la RBA comprende 347,051 ha y está integrada por nueve espacios naturales protegidos estatales. En esta área se aplican estrictas medidas de conservación, limitando la presencia humana a un mínimo controlado. 

###### Territorio de la RBA según su zonificación[1]
| Zona            | Hectáreas (Ha) | Porcentaje (%) |
| Núcleo          | 347.051        | 44             |
| Amortiguamiento | 309.867        | 40             |
| Transición      | 125.768        | 16             |
| Área total      | 782.687        | 100            |

Dentro de la zona núcleo se encuentra el Parque Internacional La Amistad (PILA), declarado parque nacional en 1982 y compartido con Panamá, donde se extiende por un total de 404,000 ha. En Costa Rica, el PILA abarca 197,527 ha, y en su interior se encuentran altitudes que van desde los 50 m hasta el cerro Kámuk, con 3,549 m. Este parque presenta una amplia variabilidad climática, con precipitaciones que oscilan de 2,000 mm en el Pacífico a 6,000 mm en el Caribe, y temperaturas que van desde niveles bajo cero hasta los 36 °C.
La zona de amortiguamiento de la RBA ocupa 309,867 ha y actúa como una transición entre la zona núcleo y las áreas exteriores más influenciadas por la actividad humana. En esta zona se permite el desarrollo de prácticas agroproductivas sostenibles, turismo rural y naturalista, y otras actividades de bajo impacto ambiental, bajo una regulación estricta para proteger la biodiversidad y los servicios ecosistémicos. Las comunidades locales, tanto indígenas como campesinas, participan activamente en el manejo sostenible de los recursos, apoyadas por programas de educación para el desarrollo sostenible.
Por último, la zona de transición abarca 125,768 ha, promoviendo el desarrollo socioeconómico sostenible de las comunidades locales. Este espacio busca la integración entre las actividades humanas y la conservación de la biodiversidad, fomentando la cooperación, la educación ambiental y la participación comunitaria en la gestión de la reserva.

## Agricultura familiar indígena en la Reserva de Biosfera La Amistad
La agricultura familiar indígena en la RBA. representa un modelo de producción esencial para la conservación de la biodiversidad y el fortalecimiento de la seguridad alimentaria. Este enfoque agroproductivo se desarrolla en un contexto complejo, influenciado por factores biofísicos, socioeconómicos, de comercialización y de gobernanza. Un estudio reciente las unidades agroproductivas en comunidades indígenas de la RBA, identificando tanto sus contribuciones al desarrollo regional como los desafíos que enfrentan. La diversificación de cultivos, los circuitos de comercialización locales y el potencial asociativo destacan como fortalezas significativas. Sin embargo, la influencia de políticas agroproductivas gubernamentales que promueven monocultivos industriales ha generado inestabilidad socioeconómica, degradación ambiental y una transformación negativa de los agropaisajes.  A pesar de estas dificultades, la agricultura familiar indígena en la RBA ha demostrado resiliencia al aplicar principios de sostenibilidad agroproductiva. Este modelo no solo promueve la seguridad y soberanía alimentaria de las comunidades locales, sino que también contribuye a los objetivos de conservación de la Reserva, posicionándose como un pilar clave para equilibrar el desarrollo humano con la preservación ambiental